# Квінт Теренцій Куллеон
Квінт Теренцій Куллеон (лат. Quintus Terentius Culleo, ? — після 40 року) — політичний діяч ранньої Римської імперії, консул-суффект 40 року.

## Життєпис
Походив з роду нобілів Теренціїв. Син Квінта Теренція Куллеона, проконсула Сицилії за часів імператора Августа. Був прихильником імператора Калігули, завдяки чому у 40 році став консулом-суффектом разом з Гаєм Леканієм Бассом. Суттєвої ролі у державі не відігравав, в усьому виконуючи волю імператора. Подальша доля невідома.